# Daewoo K3
Daewoo K3 là súng máy hạng nhẹ được phát triển bởi Hàn Quốc. Nó là loại vũ khí thứ ba của Hàn Quốc sau Daewoo K1 và Daewoo K2. Daewoo K3 được phát triển dựa theo khẩu FN Minimi của Bỉ và khẩu M249 của Hoa Kỳ.

## Hình dáng
Daewoo K3 có hình dáng tương tự khẩu FN Minimi và sử dụng loại đạn 5,56x45mm NATO. Lợi thế của nó là nhẹ hơn khẩu M60 và có thể sử dụng chung hộp đạn của Daewoo K1 và Daewoo K2. Nó có thể gắn chân chống chữ V để dùng cho các tổ hoả lực hay gắn trên bệ chống ba chân để bắn ở vị trí cố định.
Hệ thống ngắm của súng này sử dụng thước ngắm và bộ phận xác định chiều gió. Nòng súng được thiết kế để có thể tháo lắp dễ dàng. Cơ chế hoạt động của súng là trích khí và khóa nòng xoay.